# Psectrogaster curviventris
Psectrogaster curviventris es una especie de peces de la familia Curimatidae en el orden de los Characiformes.

## Morfología
Los machos pueden llegar alcanzar los 17,1 cm de longitud total.

## Hábitat
Vive en zonas de clima templado.

## Distribución geográfica
Se encuentran en Sudamérica:  cuencas de los ríos  Madeira y  Paraguay.